# Rybczewice Pierwsze
Rybczewice Pierwsze – wieś w Polsce położona w województwie lubelskim, w powiecie świdnickim, w gminie Rybczewice.
W latach 1975–1998 miejscowość administracyjnie należała do ówczesnego województwa lubelskiego.
Miejscowość stanowi sołectwo gminy Rybczewice, jest także miejscowością statystyczną obejmującą Rybczewice Pierwsze i Rybczewice Drugie.

## Historia
Historycznie Rybczewice dziś Rybczewice Pierwsze i Rybczewice Drugie. Wieś szlachecka notowana od roku 1409 początkowo nazywana: w roku 1409 – „Ribczowicze”, 1433 – „Rypczowicze”. Rodowe gniazdo Rybczowskich. Pierwszymi znanymi włodarzami wsi – rok 1409, byli Klimek i Piotr z Rybczewic.
W początkach XVI wieku w roku 1531-33 odnotowano pobór z części Ciepielowskiej 1½ łana, Dobka Kiełczewskiego 1½ łana i młyna, Piotra Rybczowskiego ½ łana bez kmieci.
Według spisu miast, wsi, osad Królestwa Polskiego z roku 1827 we wsi było 50 domów i 410 mieszkańców. W roku 1887 dobra Rybczewice składały się ze wsi: Rybczewice, Pasów i Karczew. Posiadały rozległość 1870 mórg.